# Échangeur Yverdon
De Échangeur Yverdon is een knooppunt in Zwitserland. Op dit knooppunt bij Yverdon-les-Bains sluit de A5 aan op de A1.

## Configuratie
Het knooppunt is een trompetknooppunt.